# Siphiwe Tshabalala
Lawrence Siphiwe Tshabalala (* 25. September 1984 in Soweto) ist ein südafrikanischer Fußballspieler. Der Mittelfeldspieler stand zuletzt bei AmaZulu Durban unter Vertrag.

## Vereinskarriere
Tshabalala spielte bis 2004 beim Zweitligisten Alexandra United, der in der Saison 2003/04 als Tabellenvorletzter der Staffel Inland Stream die Qualifikation für die neu geschaffene eingleisige zweite Spielklasse deutlich verfehlte. Tshabalala wechselte daraufhin zum Zweitligateam Free State Stars, mit dem er in der Saison 2004/05 die Zweitligameisterschaft gewann und in die Premier Soccer League aufstieg. Dem Aufstieg folgte der direkte Wiederabstieg als Tabellenletzter, der hauptsächlich auf dem linken Flügel eingesetzte Tshabalala blieb aber, obwohl bereits Nationalspieler, zunächst noch bei Free Stars und wechselte im Januar 2007 für geschätzte 1,3 Millionen Rand zu den Kaizer Chiefs.
Unmittelbar nach seinem Wechsel zwang ihn eine chronische Knieverletzung zu einer Wettbewerbspause von sechs Monaten, erst in der Saison 2007/08 konnte er sein Debüt für die Chiefs geben. In der Saison 2008/09 stieg er zum Starspieler seiner Mannschaft auf und wurde klubintern als Player of the Year und Players’ Player of the Year ausgezeichnet. Mit den Chiefs gewann er bislang das Telkom Knockout 2007 und das MTN 8 2008.
Im August 2018 wechselte Tshabalala in die Türkei zu BB Erzurumspor.

## Nationalmannschaft
Tshabalala wurde überraschend für die Afrikameisterschaft 2006 von Nationaltrainer Carlos Alberto Parreira erstmals in die südafrikanische Nationalelf berufen und gab kurz vor Turnierbeginn in einem Freundschaftsspiel gegen Ägypten sein Länderspieldebüt. Im abschließenden Gruppenspiel gegen Sambia stand der Flügelspieler erstmals in der Startelf, die 0:1-Niederlage bedeutete aber das Vorrundenaus als Tabellenletzter.
In der Folge etablierte sich Tshabalala als Stammspieler des Nationalteams und blieb dies auch nach seiner halbjährigen Verletzungspause. Bei der Afrikameisterschaft 2008 gehörte er wiederum zum Kader und kam beim erneuten Vorrundenaus zu zwei Einsätzen. Von Parreiras Nachfolger Joel Santana wurde Tshabalala in das Aufgebot für den Konföderationen-Pokal 2009 berufen. Bei diesem Turnier kam er in 4 Spielen zum Einsatz. Im ersten Gruppenspiel der WM 2010 gegen Mexiko erzielte er beim 1:1 das erste Tor des Turniers und damit auch das erste WM-Tor der Geschichte auf afrikanischem Boden. Auch in den beiden folgenden Gruppenspielen gegen Uruguay und Frankreich stand er in der Startelf, konnte das erstmalige Ausscheiden eines WM-Gastgebers in der Gruppenphase aber nicht verhindern.

## Erfolge
- Baymed Cup: 2006
- Mvela Golden League: 2004/05, 2006/07
- Südafrikanischer Pokalsieger: 2008
- Fußballer des Jahres in Südafrika: 2010